# Bad Reputation (씬 리지의 음반)
| 전문가 평가                      | 전문가 평가 |
| 평가 점수                        | 평가 점수   |
| 출처                             | 점수        |
| -------------------------------- | ----------- |
| AllMusic                         | [ 2 ]       |
| Collector's Guide to Heavy Metal | 10/10       |

《Bad Reputation》은 아일랜드의 록 밴드 씬 리지의 여덟 번째 스튜디오 음반으로, 1977년 9월 2일에 발매되었다. 커버 아트가 암시하듯이, 대부분의 트랙에는 밴드 멤버 네 명 중 세 명만이 참여하였으며, 기타리스트 브라이언 로버트슨은 세 트랙에만 크레딧되었다. 그는 싸움 중 입은 손 부상으로 인해 이전 투어의 대부분을 결석하였으며, 이 음반은 그가 씬 리지와 함께한 마지막 스튜디오 작업이 되었다. 2011년 6월 27일, 《Bad Reputation》의 리마스터 및 확장판이 새롭게 발매되었다.

## 녹음
브라이언 로버트슨이 밴드를 떠난 상황에서, 밴드 리더 필 라이넛은 스콧 고럼 혼자서 모든 기타 파트를 맡을 수 있을 것이라 판단하고, 음반 녹음 전에 로버트슨을 대체할 기타리스트를 새로 영입하지 않기로 결정했다. 그러나 고럼은 특히 두 대의 기타를 전제로 작곡된 곡들을 라이브에서 연주하기 위해서는 두 번째 기타리스트가 필요하다고 생각했다. 그는 이후 이렇게 말했다. "나는 항상 마법의 원을 믿었어. 그 마법의 원을 깨뜨리는 순간, 모든 게 깨지는 거라고, 맞지?"
고럼은 의도적으로 〈Opium Trail〉과 〈Killer Without a Cause〉 두 곡에 기타 솔로를 남겨두지 않은 채 녹음을 마쳤고, 필 라이넛을 설득해 로버트슨이 밴드에 복귀해 해당 솔로를 녹음하게 했다. 라이넛은 결국 이를 수락했고, 로버트슨은 토론토로 날아가 리드 기타 파트를 녹음했다. 그러나 그는 처음에는 다른 밴드 멤버들과 어울리기를 거부했다. "세상에, 난 걔들이랑 술 한 잔도 안 마셨어"라고 그는 말했다. 이후 그는 "일주일 정도는 클럽에도 안 나가려고 했지. 그러다 결국은 무너졌지만..."이라고 덧붙였다.
로버트슨과 고럼이 리드 기타 파트를 함께 연주한 곡은 〈That Woman's Gonna Break Your Heart〉 한 곡뿐이다.
"그 음반은 우리에게 정말 중요한 음반이었어요. 우리가 겪고 있던 모든 역경들 때문이었죠."라고 고럼은 회상했다. "우리가 이걸 어떻게든 해내지 않으면, 불길 속에 추락하게 될 상황이었어요."
로버트슨은 이후 《Bad Reputation》 투어에 참여했고, 이 투어에서의 일부 곡들은 1978년에 발매된 《Live and Dangerous》 음반에 수록되었다. 하지만 투어가 끝난 뒤 그는 밴드를 떠났다.

## 곡 목록
| #  | 제목                   | 작사·작곡                          | 재생 시간 |
| -- | ---------------------- | ---------------------------------- | --------- |
| 1. | 〈Soldier of Fortune〉 | 필 라이넛                          | 5:18      |
| 2. | 〈Bad Reputation〉     | 브라이언 다우니, 스콧 고럼, 라이넛 | 3:09      |
| 3. | 〈Opium Trail〉        | 다우니, 고럼, 라이넛               | 3:58      |
| 4. | 〈Southbound〉         | 라이넛                             | 4:27      |

| #  | 제목                                                           | 작사·작곡    | 재생 시간 |
| -- | -------------------------------------------------------------- | ------------ | --------- |
| 5. | 〈Dancing in the Moonlight (It's Caught Me in Its Spotlight)〉 | 라이넛       | 3:26      |
| 6. | 〈Killer Without a Cause〉                                     | 고럼, 라이넛 | 3:33      |
| 7. | 〈Downtown Sundown〉                                           | 라이넛       | 4:08      |
| 8. | 〈That Woman's Gonna Break Your Heart〉                        | 라이넛       | 3:25      |
| 9. | 〈Dear Lord〉                                                  | 고럼, 라이넛 | 4:26      |

## 인증
| 국가                       | 인증 | 판매량/출하량 |
| -------------------------- | ---- | ------------- |
| 영국 (BPI)                 | 골드 | 100,000^      |
| ^출하량을 기반으로 한 인증 |      |               |